# Niobe (шхуна)
«Ниоба» — шхуна, затем баркентина, использовавшаяся рейхсмарине для подготовки курсантов и начинающих унтер-офицеров. Она затонула во время белого шквала 26 июля 1932 года, в результате чего погибло 69 человек. Мемориальный памятник «Ниобе» был установлен на набережной Гаммендорфер на острове Фемарн, в пределах видимости места гибели.

## Характеристики
Корабль имел стальной корпус и водоизмещение 645 тонн. После переоборудования в учебное судно оно имело общую длину 57,8 м, длину 46,3 м без бушприта и ширину 9,17 м. Высота главной мачты составляла 34,8 м, и она несла 15 парусов с общей площадью 983 кв. м. У шхуны был вспомогательный дизельный двигатель с мощностью 160 л. с. (120 кВт). Постоянный экипаж состоял из семи офицеров и 27 человек. Корабль также был рассчитан на пребывание примерно 65 курсантов на борту.

## История

### Ранняя служба
«Ниоба» была построена как четырехмачтовая шхуна в 1913 году датской верфью Frederikshavns Værft og Flydedok под её первоначальным именем «Мортен Йенсен» и изначально плавала как фрахтовщик для Ф. Л. Кнаккергаарда в Нюкёбинг-Морс. В 1916 году она была продана в Норвегию и переименована в «Тихолм». Позже в том же году, перевозя лесоматериалы в Англию, она была захвачена в качестве приза подлодкой SM UB-41 и была продана частным немецким владельцам. После этого она ходила под разными именами («Альдебаран», «Ниобе» и «Швальбе»), в том числе в качестве чартерного судна для кинокомпании.

### Учебное судно
В 1921 году судно, тогда называвшееся «Швальбе», было приобретено немецким флотом. Предыдущие учебные суда, «Гроссгерцог Фридрих Август» и «Принцесса Эйтель Фридрих», были захвачены союзниками в качестве военных репараций.
Первым командиром «Ниобе» был капитан-лейтенант граф Феликс фон Люкнер. Фон Люкнер ранее командовал парусным кораблем Seeadler, использовавшимся в качестве коммерческого рейдера во время Первой мировой войны, и завоевал славу благодаря своей незаурядной личности, смелости и состраданию. Он значительно переоборудовал «Швальбе», для чего была снята четвертая мачта и полностью заменено парусное вооружение. В результате четырехмачтовая шхуна превратилась в трехмачтовую баркентину. Корабль получил новое имя — Ниоба — в честь мифологической дочери Тантала. 6 февраля 1922 года в Вильгельмсхафене, в торжественной обстановке, «Ниобе» приняла на борт экипаж и первых кадетов.

## Гибель
25 июля 1932 судно вышло из Киля в учебное плавание по Балтийскому морю. Первую остановку шхуна совершила в городе Варнемюнде, где встала на стоянку на ночь. Утром «Ниобе» снялась с якоря. В 13:00 шхуна миновала плавучий маяк Фемарн-Бельт, с которым велись переговоры посредством флажковых сигналов. В юго-западном направлении марсовые заметили грозовые облака. Командир судна капитан-лейтенант Генрих Руфус приказал убрать верхние паруса и зарифить остальные.
В 14:27 с юга неожиданно налетел сильный грозовой шквал с силой ветра до 7 баллов, позже изменив направление на юго-западное. Одновременно с этим, большая приливная волна накренила парусник примерно на 40 — 50 градусов, что привело в итоге к его опрокидыванию. С маяка к судну немедленно отправилась шлюпка под руководством смотрителя, кроме того на помощь направился проходивший поблизости пароход «Тереза Русс». Позже к месту трагедии прибыли другие корабли и суда: крейсеры «Кёльн» и «Кёнигсберг» и другие. Вся спасательная операция продолжалась 30 минут, спасено было 40 моряков, в том числе и капитан-лейтенант Руфус. Число погибших составило 69 человек (3 офицера, корабельный врач, казначей, 10 кандидатов в офицеры, 8 унтер-офицеров, 36 кандидатов в унтер-офицеры, 9 матросов и кок).
Как впоследствии удалось установить, иллюминаторы нижних деков парусника по неосмотрительности вахтенных офицеров были открыты, в результате чего вода быстро заполнила помещения левого борта . Первый помощник попытался повернуть судно по ветру, но оно быстро накренилось и опрокинулось в течение трех минут.

## Последствия
21 августа 1932 года корабль был поднят, отбуксирован в Киль и детально осмотрен. Внутри были найдены останки 50 погибших, которые были похоронены на Северном кладбище в Киле или захоронены в родных городах. Тела 19 моряков остались в море. Судно было решено не восстанавливать и 18 сентября 1933 года к северо-востоку от Штольпе-банки «Ниобе» была торжественно потоплена торпедой, выпущенной с торпедного катера «Ягуар» в присутствии небольшого германского флота.
Дело о гибели «Ниобе» рассматривалось военным трибуналом. Слушание продолжалось в течение недели и в конечном счёте суд постановил, что командир парусника Руфус не несёт ответственности за гибель корабля и людей. Судьи признали ситуацию, повлекшую опрокидывание судна, форс-мажорной.
Для строительства нового учебного судна был учрежден благотворительный фонд под названием "Пожертвования «Ниобе». Германский Монетный двор выпустил монеты с изображением парусника достоинством в 5 марок, которые были переданы фонду как безвозмездная помощь. В результате было собрано более 200 тысяч марок, что позволило приступить к проектированию и строительству нового учебного судна, будущего барка «Горх Фок».